# Tramways a Vapore Interprovinciali di Milano, Bergamo e Cremona
La Tramways a Vapore Interprovinciali di Milano, Bergamo e Cremona (TIP), nota anche come Tramvie Interprovinciali Padane, era una società anonima, di origine belga, che gestì numerose linee tranviarie all'interno di un'area comprendente le province di Milano, di Bergamo e di Cremona.

## Settori di attività
Operante quale concessionario per l'esercizio di linee tranviarie, la TIP ereditò una rete di relazione realizzata a cura dei precedenti gestori.
In particolare, dalla MGV ottenne:
- la Milano-Vaprio;
- la Milano-Vimercate con la diramazione Brugherio-Monza.

Dal cavalier Ferdinando Pistorius, invece, ebbe:
- la Fornaci-Cassano-Treviglio con il prolungamento Treviglio-Caravaggio;
- la Milano-Lodi con la diramazione Melegnano-Sant'Angelo;
- la Lodi-Treviglio-Bergamo[3].

La stazione capolinea della città ambrosiana sorgeva al civico 40 di viale Monte Nero, in corrispondenza di viale Lazio.
Nel 1895 o nel 1898 acquisì dalla The Lombardy Road Railways Ltd la concessione della tranvia Lodi-Crema-Soncino e della Lodi-Sant'Angelo.

## Storia

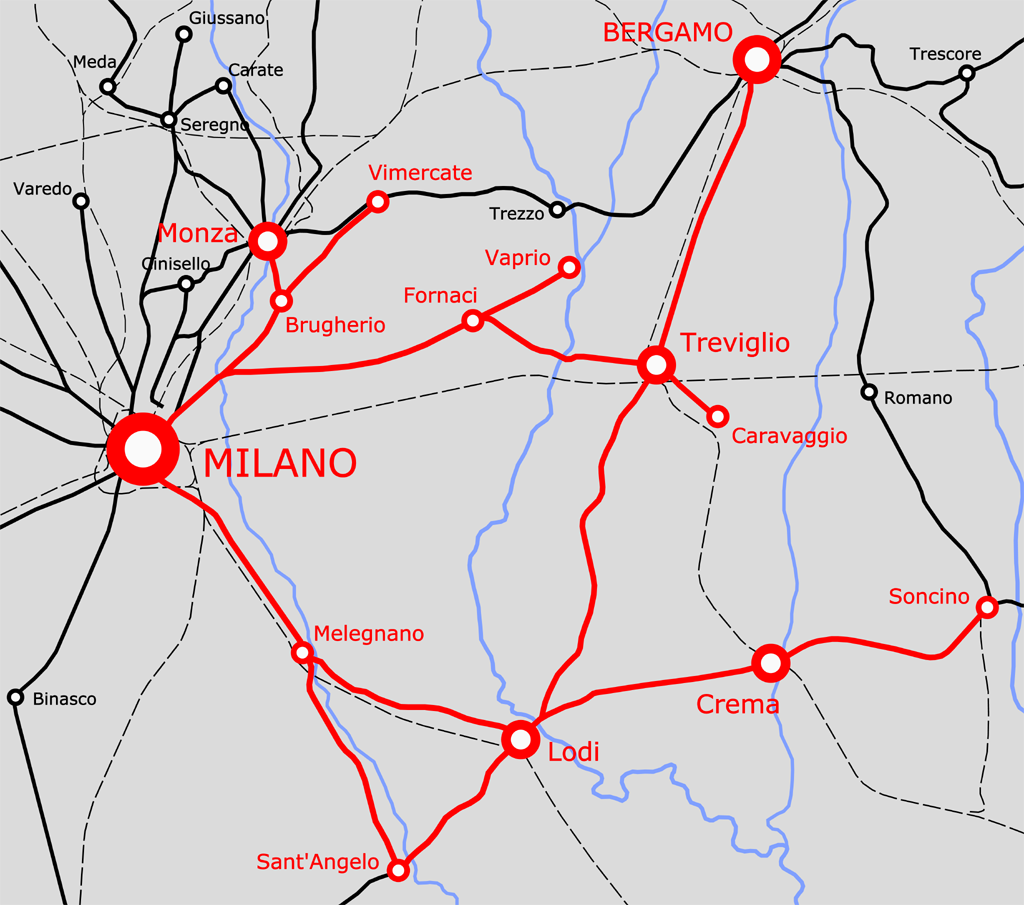
La rete TIP alla sua massima estensione (1915)

Fu fondata il 22 marzo 1881 con la denominazione di Società Anonima dei Tramways a Vapore Interprovinciali di Milano, Bergamo e Cremona. Nei tre anni successivi acquisì le concessioni tranviarie della Società Anonima del Tramway Milano-Gorgonzola-Vaprio (MGV) e quelle ottenute da Pistorius nel milanese, nel lodigiano, nel cremasco e nel bergamasco.

### La parentesi della Edison
La Edison, compagnia elettrica milanese che all'inizio del XX secolo operò anche nel campo delle tranvie urbane milanesi, acquisì il pacchetto azionario della TIP allo scopo di allargare il raggio d'azione in provincia (1908). Tuttavia la società elettrica mutò in seguito i suoi piani in quanto negli anni successivi non fu avviato alcun piano di ammodernamento che contemplasse l'elettrificazione o la sostituzione degli armamenti delle linee acquisite. Nel giugno 1919, la compagnia milanese uscì dalla gestione della TIP.
Pochi mesi prima, il 1º marzo, la TIP aveva acquisito dalla capogruppo, la quale a sua volta l'aveva appena rilevata dalla The Lombardy Road Railways Ltd, la concessione della tranvia Cusano-Cinisello-Monza e della tranvia Monza-Carate. Il servizio sulle due tranvie era stato sospeso durante la prima guerra mondiale, per cui la TIP decise di riattivare solo la seconda linea, evento che si verificò l'11 maggio. Cinque anni dopo le concessioni sulle due linee furono cedute alla Società Trazione Elettrica Lombarda (STEL).

### Esperimenti di sostituzione della trazione a vapore
Su impulso del processo di elettrificazione delle tranvie urbane milanesi effettuato dalla Edison e allo scopo di rispondere efficacemente alla domanda crescente di trasporto sui tratti suburbani delle tranvie convergenti in Milano, nel 1918 la TIP avviò l'esercizio a trazione elettrica sui tronchi Porta Venezia-Crescenzago, della Milano-Vaprio, e Porta Romana-Rogoredo, della Milano-Lodi. Le elettromotrici impiegate, classificate nella serie A.1–A.4, furono costruite dalla TIP convertendo allo scopo delle carrozze a terrazzini che furono dotate di motori TIBB. I servizi furono poi ceduti rispettivamente alla STEL e all'ATM negli anni venti.
Tra il 1926 e il 1927, la TIP sperimentò l'impiego di automotrici a combustione interna, alimentate a benzina, allo scopo di rimanere competitiva con le autolinee che si stavano estendendo nel milanese e nel lodigiano. L'automotrice fu costruita dalla TIP prendendo come base una vettura rimorchiata e fu impiegata lungo la Milano-Melegnano. I risultati dell'esperimento non furono quelli sperati dalla direzione che sospese le corse del nuovo mezzo.

### Il processo di dismissione delle attività
Le prime soppressioni furono decise dalla società durante la prima guerra mondiale. La diramazione Treviglio-Caravaggio fu chiusa il 17 dicembre 1917 e disarmata l'anno successivo, mentre la Lodi-Sant'Angelo fu soppressa attorno al 1918. Anche alla Cassano d'Adda-Treviglio sembrò spettare lo stesso destino dei tronchi sopracitati. Nel 1920 fu soppresso il servizio, ma, su richiesta della popolazione, nel 1925 fu riattivato.
Nel 1920 fu inoltre chiuso il servizio della Lodi-Bergamo, che fu sostituita da un'autolinea. Nonostante anche per questa tranvia vi furono richieste di un suo ripristino sia dagli amministratori locali sia dalla popolazione, essa fu disarmata nel luglio 1927.
Nel 1926 la TIP cedette alla STEL le linee tranviarie Milano–Vaprio, Milano–Vimercate con diramazione Brugherio–Monza e Fornaci–Treviglio.
Il 30 giugno 1929 scadde la concessione della Lodi-Soncino che la TIP non intese rinnovare, considerandola poco redditizia. Su richiesta della provincia di Cremona, sia la Tramvie Elettriche Bresciane (TEB) sia la STEL si fecero avanti per rilevare la linea. In particolare la società milanese chiese anche l'assunzione della concessione relativa alla Milano-Lodi. Tuttavia la Edison, proprietaria di entrambe le società, pose il veto per l'assunzione di ulteriori linee tranviarie da parte del gruppo. Dato che non c'era alcuna possibilità di sopravvivenza della tranvia, la TIP decise di terminare il servizio provvisorio sulla stessa: il 25 aprile 1931 fu avviato l'esercizio di un'autolinea da parte della Fratelli Esposti di Lodi.
L'esercizio tranviario sulla Milano-Lodi proseguì fino allo stesso anno, quando fu soppressa e sostituita da un autoservizio.

## Dati societari

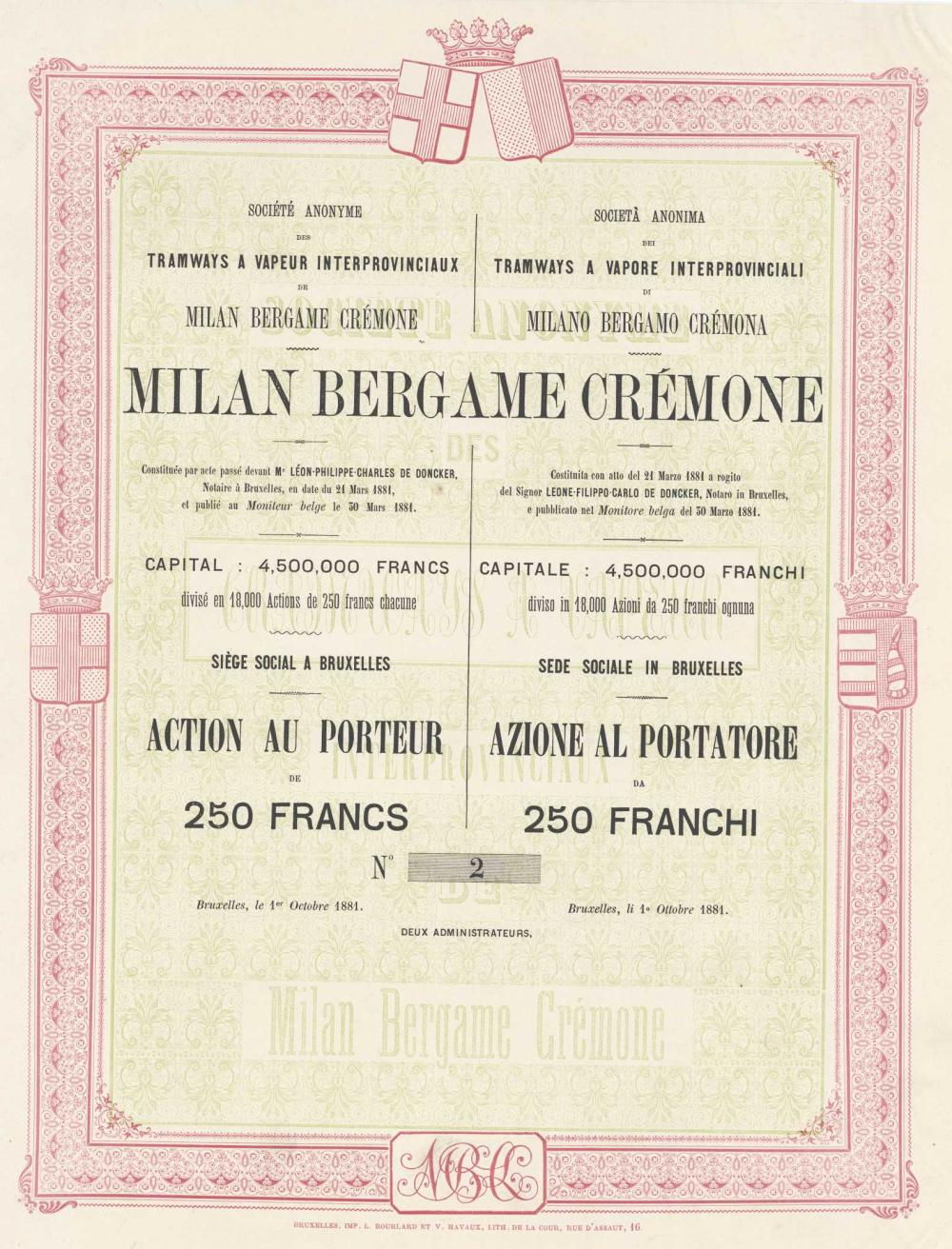
Certificato azionario della società

### Materiale rotabile

#### Locomotive a vapore
Al momento della sua costituzione, la società ereditò il vasto assortimento di rotabili acquisiti dal cavalier Ferdinando Pistorius e dalla S.A. del Tramway Milano-Gorgonzola-Vaprio (MGV).
Il primo gruppo era costituito esclusivamente da trentadue locomotive prodotte dalla Henschel & Sohn tra il 1879 e il 1881. Le motrici dovevano essere adatte all'uso stradale, per cui erano dotate di grembiolatura che copriva il meccanismo motore e di distribuzione delle ruote. Tutte avevano un rodiggio 0-2-0.
Il parco rotabili apportato dalla MGV, invece, fu piuttosto vario. La società valutò le sperimentazioni con la trazione a vapore svoltesi nel 1877 e nel 1878 sulla Milano-Saronno-Tradate e, non trovando un modello di motrice superiore agli altri, ne acquistò almeno uno per ogni fabbrica (Bamat & Co., Fox Walker, Krauss, Henschel & Sohn, Baldwin e Winterthur). In seguito la MGV acquisì tre esemplari della Winterthur nel 1878 e ne ordinò altri tre nel 1880. Acquistò infine un'altra Henschel, poco prima dell'assorbimento societario nella TIP.
La TIP preferì acquistare le successive locomotive alla Henschel & Sohn, alla Tubize e alla Borsig. Tutte le locomotive del parco ebbero il rodiggio 0-2-0, ad eccezione della Fox Walker 411, immatricolata come 43 Vimercate, che era di 0-2-1 e delle Saint Leonard comprate nel 1893 le quali avevano un rodiggio 0-3-0. Le ultime acquisizioni della società tranviaria si realizzarono nel 1911, quando furono consegnate cinque Tubize a rodiggio 0-2-0.
Con la dismissione progressiva delle linee tranviarie a vapore, la TIP cedette i propri rotabili ad altre società come la Milano-Magenta-Castano Primo (MMC), la Società Tranvie Bergamasche le Ferrovie della Val d'Orba (FVO) e le Ferrovie Tramvie Vicentine (FTV).

#### Elettromotrici
Le motrici elettriche della TIP furono costruite dalla stessa società reimpiegando quattro vetture a due assi alle quali furono aggiunti due motori GTM dalla potenza installata di 136 cavalli vapore e con impianti elettrici TIBB. Le elettromotrici furono immatricolate nella serie A.1-A.4 e furono cedute negli anni venti alla STEL, passando infine nel parco ATM. La società milanese le immatricolò nella serie 1-4 e le impiegò per le manovre all'interno dei depositi di Desio, Varedo e Monza Borgazzi. Furono demolite negli anni settanta a eccezione della motrice 3 che fu preservata: inizialmente esposta nel Museo delle comunicazioni di Cormano, fu in seguito trasferita al Circuito Tazio Nuvolari di Cervesina.

### Automotrici a combustione interna
Nel 1927, la TIP decise di sperimentare l'impiego di automotrici a combustione interna, alimentate a benzina, sulla tratta Milano–Melegnano. Fu appositamente costruito un prototipo, ma i risultati non furono quelli attesi dalla società che decise di sospendere la sperimentazione.
L'automotrice sperimentale fu ricavata da una carrozza a due assi di costruzione Carminati & Toselli.